# Liparetrus tulanus
Liparetrus tulanus är en skalbaggsart som beskrevs av Britton 1980. Liparetrus tulanus ingår i släktet Liparetrus och familjen Melolonthidae. Inga underarter finns listade i Catalogue of Life.